# Grote of Andreaskerk (Hattem)
De Grote of Andreaskerk is een kerk aan de Markt in de stad Hattem in de Nederlandse provincie Gelderland. Zij wordt gebruikt door de protestantse gemeente van Hattem voor het houden van kerkdiensten. Ook worden orgelconcerten en andere muzikale evenementen in het gebouw georganiseerd.

## Geschiedenis

### Romaanse kerk
De voorloper van het huidige kerkgebouw kwam omstreeks het jaar 1225 tot stand. Dit was een romaans bouwwerk, waarvan op de huidige dag nog alleen de toren een zichtbare gestalte is. Andere sporen zijn echter nog steeds aanwezig: op de achterwand, dat is de oostwand van de toren, zijn nog altijd de dakvlakken van het romaanse kerkdak zichtbaar. Daarnaast is het doopvont een belangrijk inventarisstuk uit de eerste kerk dat bewaard is gebleven.

### Gotische kerk
Door uitbreiding van de stad Hattem, dat inmiddels in 1299 stadsrechten had verkregen, werd de Andreaskerk te klein. Hoewel de pest in West-Europa epidemisch was geworden, nam het inwoneraantal van de stad dusdanig toe, dat een nieuwbouwplan voor een nieuwe kerk noodzakelijk was geworden. In het eerste kwart van de vijftiende eeuw kwam daardoor een compleet nieuwe, gotische kerk tot stand. Het gotische koor werd in 1407 voltooid: op 27 oktober 1407 werd het door de wijbisschop van Utrecht gewijd. Sinds deze datum is ook bekend welke patroonheiligen de kerk ter bescherming kreeg toegewezen, namelijk: de apostel Andreas en de heilige Catharina van Alexandrië. Het gotische schip kwam omstreeks 1420 – 1425 gereed.
De oorsprong van het ontwerp mag gevonden worden in diverse kerkgebouwen in de omgeving. Hoewel de hoofdkerken in Zwolle en Deventer en op kleinere schaal in Hasselt en Vollenhove als ruime hallenkerken gebouwd werden, koos men in de kleinere steden op de noordelijke Veluwe als Harderwijk, Elburg en Hattem voor de basilicale bouwvorm, naar analogie van de ontwerpen van de Dom van Utrecht en de Bovenkerk in Kampen. In Hattem werd gekozen voor een zuivere basilicale vorm. De wandopbouw van het schip wordt gekenmerkt door een vereenvoudigde vorm van de klassieke gotiek met behoud van de kenmerkende driedelige wandopbouw: een eerste arcadenzone, met openingen tussen de pilaren richting de zijbeuken, een tweede zone die ook triforium genoemd wordt, met een nissenreeks en een derde vensterzone die ook wel lichtbeuk genoemd wordt. Zo ontstond een driebeukig schip: een hoog middenschip omgeven door lagere zijbeuken aan noordelijke en zuidelijke zijde. Tegelijkertijd met de voltooiing van het schip werd hoogstwaarschijnlijk ook een orgel geplaatst. Bouwhistorisch onderzoek in 1973 wees uit de dat constructie waarop zich thans het 16e-eeuwse orgel bevindt in 1423 ontstaan is. De gaanderij van het vroeg-15e-eeuwse orgel bestaat dus nog steeds. In 1429 werd de kerk door blikseminslag getroffen, hetgeen resulteerde in brand. Op 11 juni 1436 werden de altaren opnieuw gewijd, toen de restauratie- en herstelwerkzaamheden voltooid waren.
In 1436 werd de bouw voorlopig voltooid, maar op dat moment was men alweer bezig met uitbreidingsplannen, welke in 1504 werden afgerond. Het koor uit 1407 werd vervangen door een nieuw koor, en aan de beide zijden van het nu verlengde middenschip verrezen kapellen. Aan de noordelijke zijde ontstond omstreeks 1504 de Annakapel en aan de zuidelijke zijde kwam omstreeks 1440 de Mariakapel gereed. Als afsluiting tussen het nieuwe koor en het schip verrees in 1646 een koorhek waarin opgenomen een kansel uit 1635, die hoogstwaarschijnlijk eerst aan de middenbeukszijde van een zuidelijke schipkolom bevestigd heeft gezeten. Deze veranderingen hebben plaatsgevonden toen de stad, haar bewoners, en daarmee haar kerk al de nieuwe leer, het protestantse geloof aanhingen. Tevens werden er in 1646 diverse magistraatsgestoelten geplaatst. Daarvoor was ruimte ontstaan omdat de zijaltaren door de Reformatie gesloopt werden. Deze boden plaats aan de magistraten van de stad en hun gezinnen, zoals de burgemeester, de schepenen en andere notabelen. Deze gestoelten zijn nog steeds in de kerk aanwezig, naast vele andere authentieke banken die plaats boden aan adellijke families en andere voorname burgers. Tijdens de laatste interieurrestauratie van 1986 – 1995 zijn al deze meubels grondig gerestaureerd. Tevens werden de schilderingen, waarvan het bestaan als sinds 1900 bekend was, veelal bestaande uit fantasiebloemen, biezen en rozetten in oude luister hersteld. Het schip was namelijk vele jaren witgekalkt.

## Doopvont

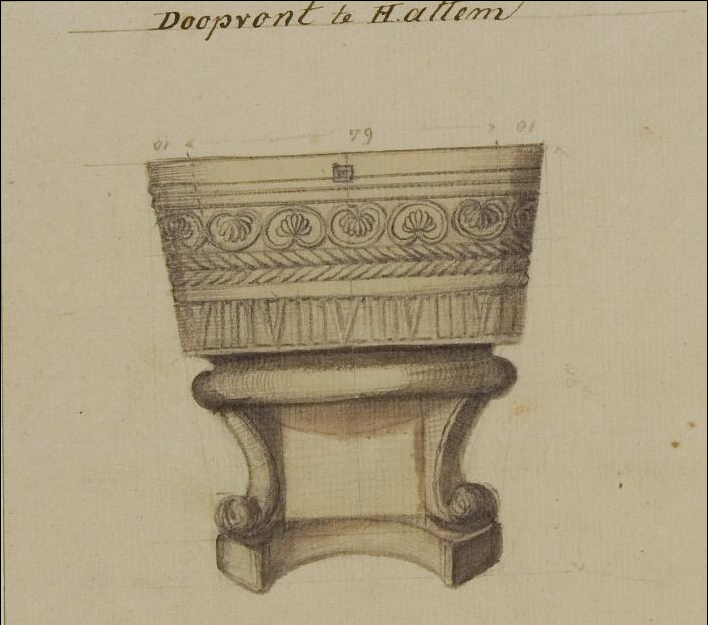
Doopvont, daterend uit de 13e eeuw. Fragment van een tekening van een anoniem kunstenaar (Gelders Archief, Arnhem)

Het doopvont uit de eerste, romaanse kerk en daarmee daterend uit de 13e eeuw is bewaard gebleven. Het uit één stuk Bentheimer zandsteen gehouwen doopvont wordt nog altijd gebruikt. Hoewel het een periode buiten de kerk verbleef, toen het waarschijnlijk in een stadsplantsoen stond, kreeg het door de inspanningen van toenmalig stadsarchivaris F.A. Hoefer omstreeks 1900 weer een plaats in de kerk. Aanvankelijk werd het in het koor geplaatst, maar in 1959 werd het vont voor de preekstoel geplaatst waarmee het ook zijn oorspronkelijke functie terugkreeg. In die periode werd er een koperen inleg doopvont gemaakt door de heer F.P.van Tiel wonende te Hattem en o.a. koperslager van beroep. Het uiterlijk van de doopvont, rondom versierd met druivenranken verwijst naar de betekenis van de doop door haar analogie met het Evangelie volgens Johannes, hoofdstuk 15: 1-8: “Ik ben de Wijnstok, gij zijt de ranken”.

## Orgels
In de kerk zijn twee orgels aanwezig.

### Slegelorgel

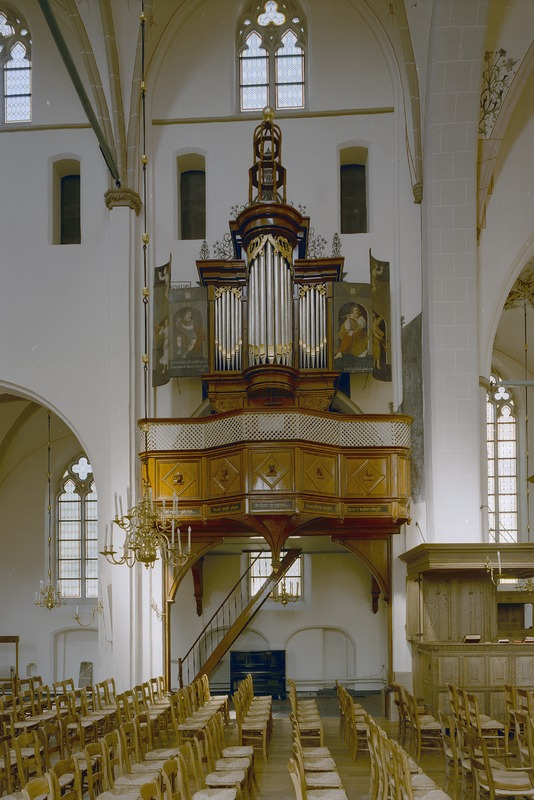
Het Slegelorgel

Het oudste instrument is ontstaan in het midden van de 16e eeuw waarna het in de 17e eeuw is gewijzigd en uitgebreid. Het orgel staat bekend als gebouwd door Jan Slegel, en als voltooid in 1677. Het ouder pijpwerk bevattende orgel is in de loop der jaren veranderd en uitgebreid. In 1974 wordt door de firma Flentrop een algehele restauratie uitgevoerd waarbij de situatie zoals in 1677 ontstaan, wordt nagestreefd. Kenmerkend voor het orgel zijn het 16e-eeuwse snijwerk en de luiken met beschilderingen uit 1662 en 1667. Het orgel waarbij de middentoonstemming is aangebracht wordt nog steeds gebruikt voor de begeleiding van de gemeentezang. Treffend is de spreuk die op het orgel aangebracht is:
Met mont - gebe'en

Noch sangh alleen

Is Godt te vre'en

't Geen 't herte singht

Door dwolken dringht
Hieronder volgt de dispositie:
| Manuaal CDEFGA-c’’’ |    |
| Prestant            | 8' |
| Holpijp             | 8' |
| Octaaf              | 4' |
| Roerfluit           | 4' |
| Octaaf              | 2' |
| Fluit               | 2' |
| Mixtuur IV          |    |
| Tertiaan II D       |    |
| Trompet             | 8' |

| Pedaal CDEFGA-g |
| aangehangen     |

### Flentroporgel

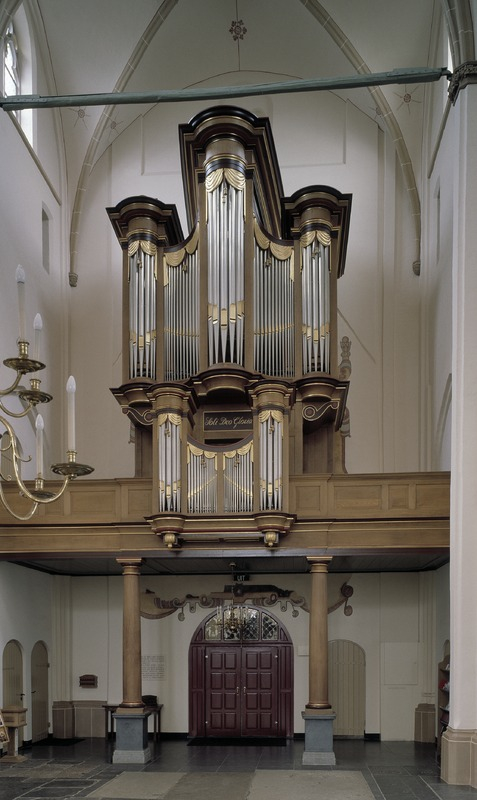
Het Flentroporgel

Het tweede orgel, ook wel grote orgel genoemd is, na een aantal voorgangers, aangebracht omdat het bovengenoemde orgel te klein geacht werd voor het begeleiden van de gemeentezang. De hoofdwerkkas was oorspronkelijk in 1855 gebouwd voor een orgel in een kerk te Waterloo, België door François-Bernard Loret. In 1974 werd de kas, overigens zonder inhoud, aangeschaft en werd een balkon met een rugpositief ontworpen. Tijdens de voornoemde interieurrestauratie werd het orgel schoongemaakt en in de was gezet. Tevens werd het sobere orgel versierd door het aanbrengen van bladgoudaccenten. De installatie van dit orgel werd verzorgd door de firma Flentrop. Zij leverde ook het pijpwerk.
Hieronder volgt de dispositie:
| Grand Orgue C-g’’’ |        |
| Bourdon            | 16'    |
| Montre             | 8'     |
| Bourdon            | 8'     |
| Prestant           | 4'     |
| Flûte              | 4'     |
| Nasard             | 2 2/3' |
| Doublette          | 2'     |
| Fourniture IV      |        |
| Cymbale III        |        |
| Cornet V           |        |
| Trompette          | 8'     |
| Clairon            | 4'     |
| Voix Humaine       | 8'     |

| Positif de dos: C - g’’’ |        |
| Bourdon                  | 8'     |
| Prestant                 | 4'     |
| Flûte                    | 4'     |
| Nasard                   | 2 2/3' |
| Doublette                | 2'     |
| Tierce                   | 1 3/5' |
| Larigot                  | 1 1/3' |
| Fourniture III           |        |
| Cromorne                 | 8'     |

| Récit a-g’’’  |    |
| Bourdon       | 8' |
| Cornet IV bas |    |
| Hautbois      | 8' |

| Pédale C-f’ |     |
| Sousbasse   | 16' |
| Flûte       | 8'  |
| Bourdon     | 8'  |
| Prestant    | 4'  |
| Bombarde    | 16' |
| Trompette   | 8'  |

| Accouplement        |
| Grand Orgue+Positif |
| Pédale+Grand Orgue  |
| Pédale+Positif      |
| Tremulant           |

## Toren
Het onderste deel de toren van de kerk heeft een bakstenen kern met aan de buitenzijde een tufstenen bekleding. Het vermoeden is dat de toren ontstaan is in een laat stadium in de romaanse periode. Dit wordt gerechtvaardigd door de friezen tot in de derde geleding van de toren. Omstreeks 1225, bij het tot stand komen van de romaanse kerk, werd ook de toren voltooid. Het grondvlak van de toren meet 5,45 bij 6,03 meter. Omdat de nok van de gotische kerkschip bij haar voltooiing 24 meter boven het maaiveld kwam te liggen werd ook de toren verhoogd. Het romaanse deel is gemeten ten opzichte van het maaiveld, 16,50 meter hoog. De verhoging bestond uit bakstenen opbouw van ongeveer 8 meter. Boven op het torenlichaam werd het oude zadeldak van de romaanse toren geplaatst, dat in 1611 werd vervangen door de huidige spits.

## Afbeeldingengalerij

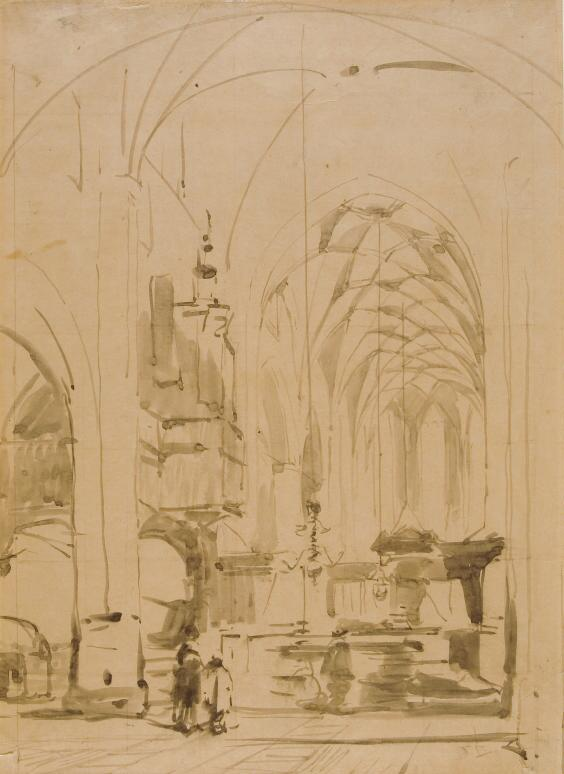
Schets van Johannes Bosboom
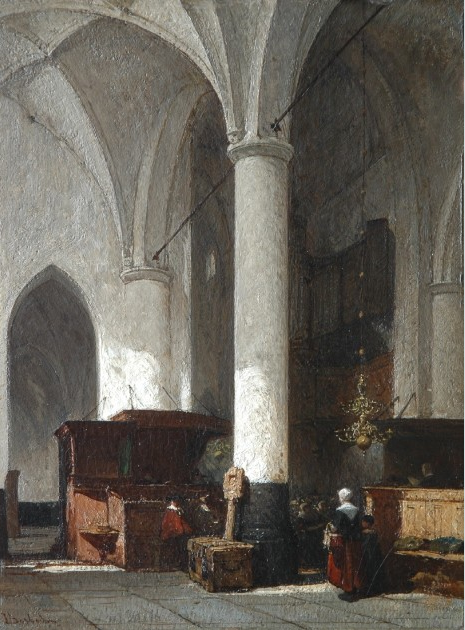
Olieverf op paneel van Johannes Bosboom
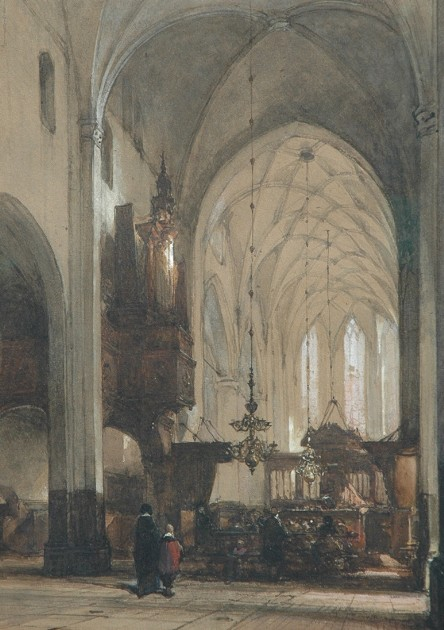
Aquarel op papier van Johannes Bosboom
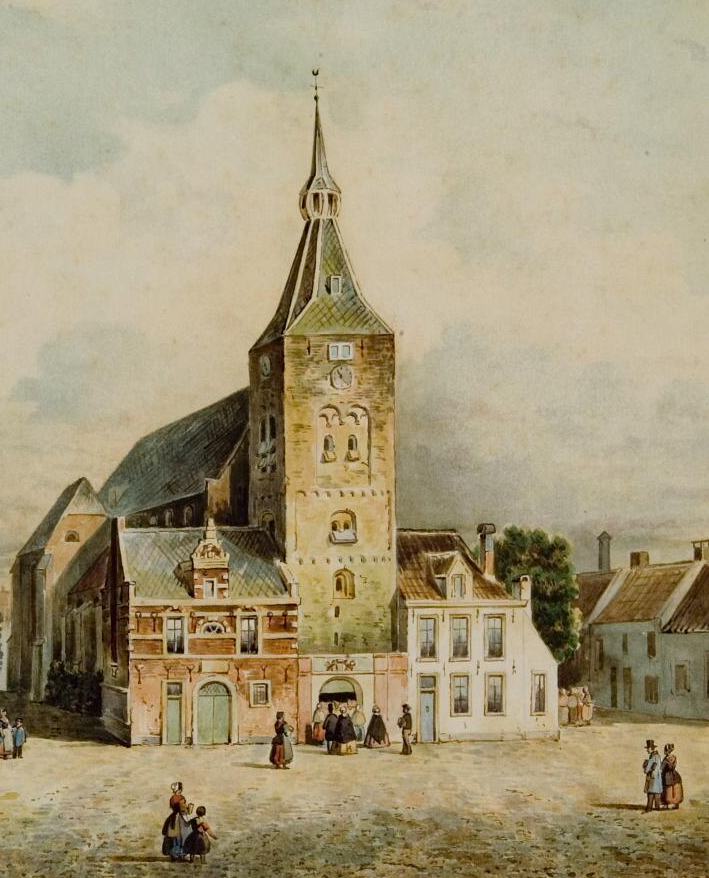
Detail van een penseeltekening, 1870
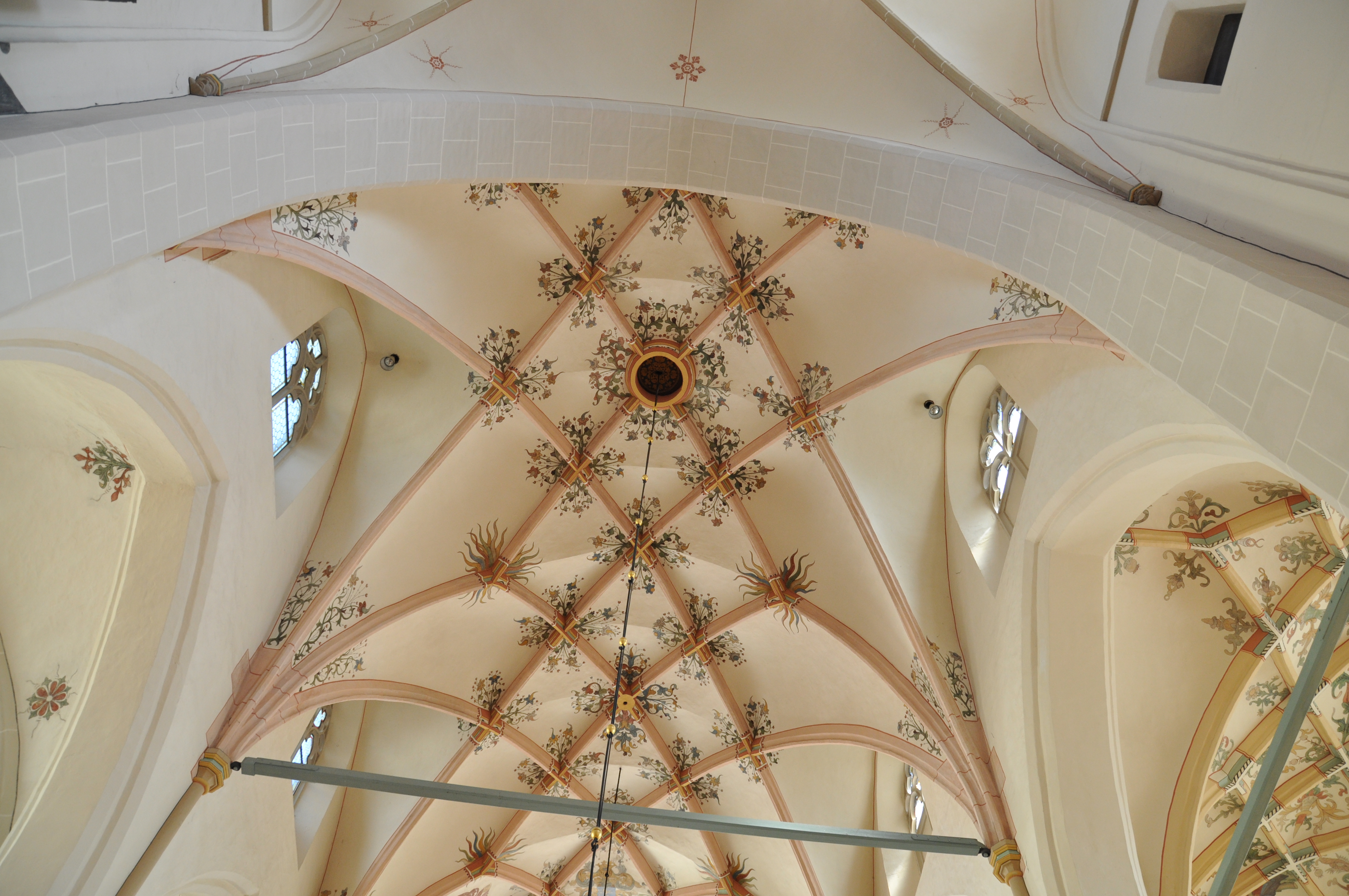
Plafondschildering middenschip ter hoogte van de dooptuin
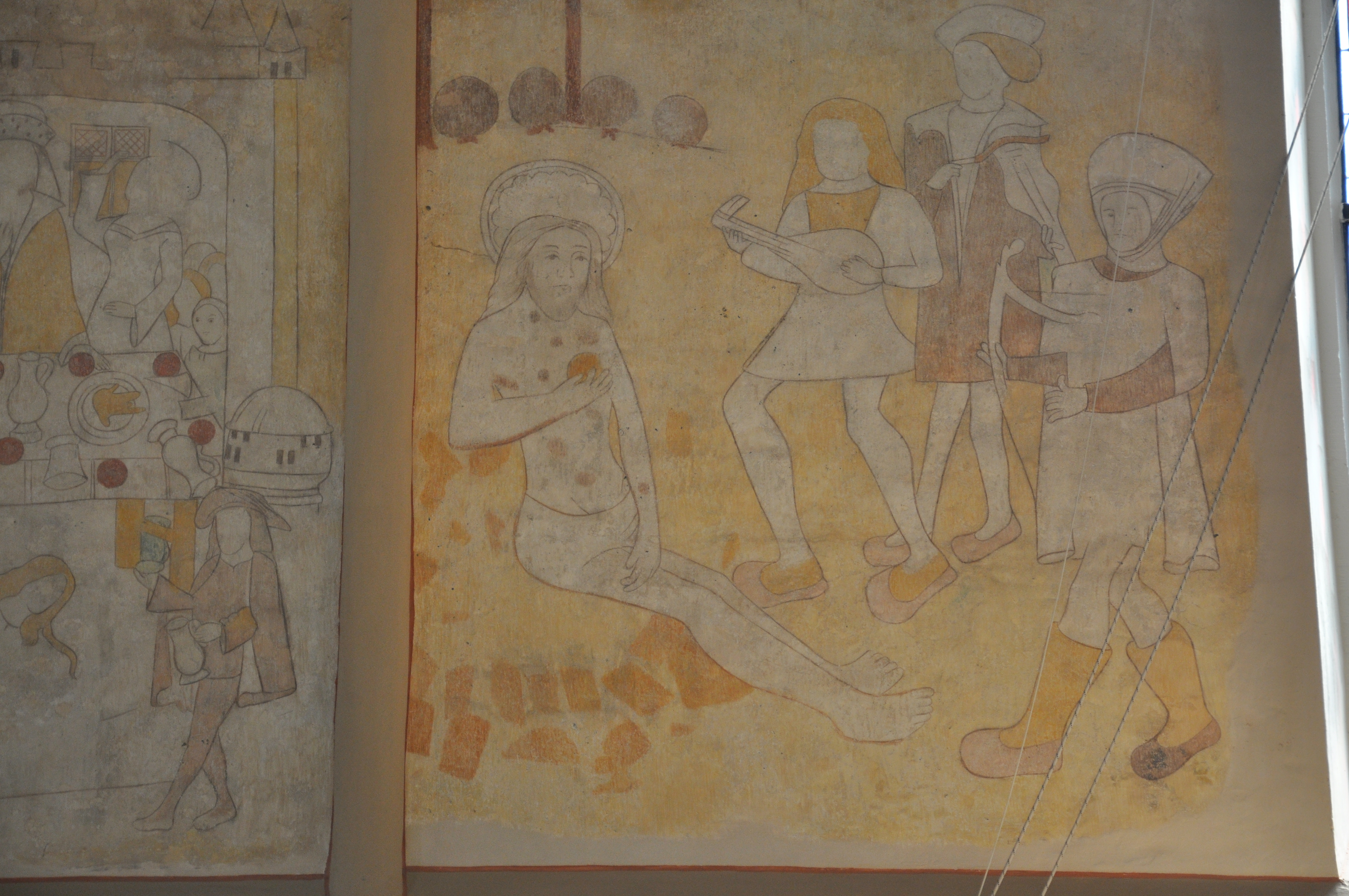
Muurschildering met Job, detail.